# Soldano Custom Amplification
Soldano Custom Amplification ist ein US-amerikanisches auf Verstärker und deren Zubehör spezialisiertes Elektrotechnik-Unternehmen. Gegründet wurde die Firma im Jahr 1986 von Michael J. Soldano, Jr in Los Angeles, Kalifornien und wechselte seinen Firmensitz kurz nach der Gründung zu Soldanos Heimatort Seattle, Washington.

## Informationen
Im Alter von 21 Jahren kaufte Michael J. Soldano, Jr. eine Kopie des Fender Bassman und lernte, wie man Verstärker repariert, da er es sich selbst nicht leisten konnte, den Verstärker reparieren zu lassen. Seinen ersten Prototyp-Verstärker mit der Bezeichnung „Mr. Science“ stellte er Ende der 1980 fertig. Als er etwas Geld gespart hatte, erwarb Soldano einen Mesa Boogie Mark II und begann seinen eigenen Verstärker mit dem nachgeahmten Mesa-Boogie-Klang zu entwickeln. Dieser Ton ist bis heute der, den einen Soldano SLO-100, den bekanntesten Soldano-Verstärker, ausmacht. Innerhalb von sechs Monaten verkaufte Soldano sieben seiner SLO-100-Verstärker an Howard Leese, Steve Lukather, Michael Landau, Vivian Campbell, Aldo Nova, John Fogerty und Lou Reed. Eric Clapton und Mark Knopfler kauften die Verstärker-Modelle im Jahr 1987. Für Clapton fertigte Soldano zudem das Soldano/Cornish Guitar Routing System an.

## Produkte
Das Unternehmen bietet Gitarrenverstärker verschiedenen Leistungen (20 Watt, 50 Watt und 100 Watt) als Topteile oder Combo-Verstärker (mit unterschiedlichen Lautsprecherbestückungen 1×12" und 2× 12") an. Zu den Topteilen sind passende Boxen in den Bestückungen 1×12", 2×12", 4×12" (gerade) sowie 4×12" (abgeschrägt) erhältlich. Darüber hinaus bietet das Unternehmen individuell farbige Schutzüberzüge für die Produkte und stellt auf Anfrage Fußschalter und Effektsysteme her.